# Arthur Seaforth Blackburn
Arthur Seaforth Blackburn VC, CMG, CBE, ED, avstralski general, odvetnik in politik, * 25. november 1892, † 24. november 1960.
Med februarjem in marcem 1942 je bil poveljnik Black Force, ki se je borila proti Japoncem na Javi. 9. marca se je bila enota prisiljena predati in Blackburn je ostal do septembra 1945 v japonskem vojnem ujetništvu.